# اینگمار برگمان
ارنْسْت اینْگْمار برگمان (سوئدی: Ernst Ingmar Bergman؛ ۱۴ ژوئیهٔ ۱۹۱۸ – ۳۰ ژوئیهٔ ۲۰۰۷) کارگردان، فیلم‌نامه‌نویس و تهیه‌کنندهٔ معاصر سوئدی بود که علاوه بر سینما در تئاتر، تلویزیون و رادیو نیز فعالیت می‌کرد. او از برجسته‌ترین فیلم‌سازان تاریخ سینما به‌شمار می‌رود. برگمان نخستین فیلمش را در سال ۱۹۴۶ با عنوان بحران ساخت. او نخستین بار در سال ۱۹۵۶ و با فیلم لبخندهای یک شب تابستانی و کسب جایزهٔ نخل طلای «بهترین اثر طنز شاعرانه» توانست خود را به جهان اثبات کند. برخی از کارهای تحسین‌شدهٔ او شامل مهر هفتم (۱۹۵۷)، توت‌فرنگی‌های وحشی (۱۹۵۷)، پرسونا (۱۹۶۶) و فانی و الکساندر (۱۹۸۲) می‌شوند؛ این چهار فیلم در نسخهٔ سال ۲۰۱۲ فهرست بهترین فیلم‌های تمام دوران ساید اند ساوند قرار گرفتند. همچنین نام برگمان در رتبهٔ هشتم فهرست «برترین کارگردان‌های تاریخ» این مجله قرار گرفت.
برگمان از سال ۱۹۵۳ همکاری خود را با سون نیکویست آغاز کرد که تا مرگ او ادامه داشت. همچنین، بازیگرانی چون هاریت آندرشون، بیبی آندرشون، لیو اولمان، ارلاند یوسفسن، گونار بیورنستراند، اینگرید تولین و ماکس فون سیدو نیز مانند سون نیکویست به برگمان نزدیک بودند و در بیشتر فیلم‌های او ایفای نقش کردند. بیشتر فیلم‌های برگمان در کشور سوئد اتفاق می‌افتند. از سال ۱۹۶۱ به‌بعد، بعضی از کارهای او در جزایر فارو فیلم‌برداری شدند. او در طول دوران حرفه‌ایِ خود ۶۲ فیلم ساخت و بیش از ۱۷۰ نمایش را کارگردانی کرد. آخرین فیلم سینمایی برگمان، ساراباند، در سال ۲۰۰۳ ساخته شد. برگمان روز دوشنبه ۳۰ ژوئیهٔ ۲۰۰۷، هنگامی که خواب بود، در ۸۹ سالگی درگذشت.
از اکتبر سال ۲۰۱۵، چهرهٔ برگمان روی اسکناس ۲۰۰ کرونیِ سوئد (به دلیل تلاش‌های او در صنعت فیلم‌سازی) قرار گرفت.

## سرگذشت

### از کودکی تا نوجوانی
برگمان در چهاردهم ژوئیه ۱۹۱۸ در شهر اوپسالا در سوئد متولد شد. پدر اینگمار اسقف بود و مادر او پرستار. فضای محزون و اگزیستانسیال آثار او شاید محصول دوران کودکی او باشد؛ پدر وی کشیشی لوتری بود که برای تنبیهِ او را در قفسه کابینت محبوس می‌کرد و معمولاً او را کتک می‌زد. برگمان یک بار ادعا کرد که در سن کودکی (۸ سالگی) ایمان خود را از دست داد. با این حال او بخشی از ایمان خود را حفظ کرد و در برخی فیلم‌های خود آن‌ها را بروز داد. برگمان در بعضی از روزها به «جرائم» مختلف — مانند شب‌ادراری — در انباری تاریک زندانی می‌شد. پدرش او را وامی‌داشت که در کلیسا حضور داشته باشد. هرچند او به خطبه‌های خسته‌کننده توجهی نداشت، اما کلیسا برای او زیبا بود و آهنگ‌های کلیسا را دوست داشت. اینگمار کوچک بعضی مواقع شاهد مراسم خاکسپاری بود و می‌دید که چگونه قبرها را آماده می‌کردند. او نه تنها از دیدن این تصاویر نمی‌ترسید، بلکه مجذوب آن‌ها نیز شده بود. او هنگامی که پدر برگمان روی منبر مشغول وضع خطابه بود، برگمان در زندگی‌نامه‌اش می‌نویسد: 
من به جهان رمزآمیز کلیسا و قوس‌های نرم، دیوارهای ضخیم، بوی جاودانگی و نور رنگین خورشید که در چمنزارهای نقاشی‌های قرون وسطایی می‌لرزید و اشکال منحنی روی سقف‌ها و دیوارها علاقه‌مند شده بودم. آن‌جا هر چیزی که تخیل یک نفر می‌تواند آرزو کند وجود دارد — فرشتگان، قدیسین، اژدهایان، پیامبران، شیاطین و انسان‌ها.
او عاشق مادرش بود: «او زن خیلی گرم و سردی بود. وقتی که گرم بود تلاش می‌کردم که به او نزدیک شوم، اما او می‌توانست سرد هم باشد.» هنگامی که برگمان ۴ ساله بود خواهر او به دنیا آمد. به گفتهٔ او با به دنیا آمدن خواهرش، مارگارتا، جایگاه او در خانواده تغییر کرد. او به خاطر می‌آورد که چگونه کم‌تر مورد توجه پدر و مادرش قرار گرفت و از اتاق‌شان بیرون شد. برگمان که از این وضعیت ناراضی بود، با برادرش (که در آن زمان رابطهٔ خوبی نداشت) متحد شد، تا خواهرش را بکشد. یک روز که مارگارتا خوابیده بود برگمان تلاش کرد که او را خفه کند، اما اشتباهی قفسهٔ سینهٔ خواهرش را فشار داد که باعث شد مارگارتا از ترس جیغ بلندی بزند و برگمان روی زمین بیفتد.
او در کودکی به فیلم و تئاتر علاقه‌مند شد؛ هنگامی که تنها ۹ سال سن داشت، سربازهای اسباب‌بازی خود را با یک فانوس جادویی داد و ستد کرد. در عرض یک سال، با استفاده از اسباب‌بازی‌هایش، دنیای شخصی خودش را به وجود آورد. جایی که در آن احساس راحتی می‌کرد. او برای خود و با استفاده از عروسک‌هایش نمایش اجرا می‌کرد و خود او به جای تمام شخصیت‌ها حرف می‌زد. در سال ۱۹۳۶، برگمان ۱۶ ساله به آلمان فرستاده شد تا تابستان را با دوستان خانوادگی خود سپری کند. در همان زمان بود که در یک راهپیمایی که توسط حزب نازی برگزار شده بود توانست هیتلر را ببیند. او در زندگی‌نامهٔ خود می‌نویسد که چگونه این خانوادهٔ آلمانی عکس هیتلر را قاب کرده و در بالای سر تخت او نصب کردند: «تا سال‌ها طرف هیتلر بودم. با موفقیت‌هایش خوشحال می‌شدم و با شکست‌هایش ناراحت». برگمان می‌نویسد: «هیلتر به‌طور باور نکردنی کاریزماتیک بود. او جمعیت را به هیجان در میاورد؛ نازیسمی که من دیدم سرگرم‌کننده به نظر می‌رسید.» هنگام منتشر شدن خبرهای مختلف در رابطه با اردوگاه‌های اجباری او همه چیز رو انکار می‌کرد. تنها با گذشت زمان بود که برگمان به واقعیت پی برد و احساس پشیمانی بهش دست داد. این اتفاق باعث شد تا او سال‌ها از سیاست دور بماند و حتی رأی هم ندهد. او چند ماه خدمت اجباری انجام داد.

### دانشگاه و ازدواج

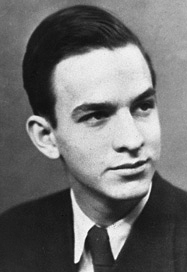
اینگمار جوان

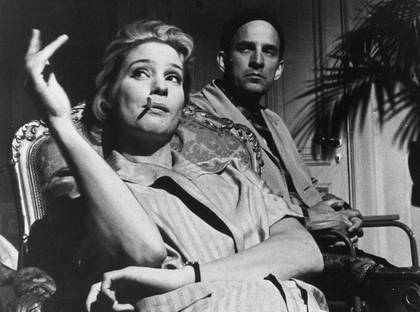
برگمان و اینگرید تولین در فیلم سکوت (۱۹۶۳)

اینگمار جوان در سال ۱۹۳۷ وارد دانشگاه استکهلم شد تا در رشتهٔ هنر و ادبیات تحصیل کند. او بیشتر وقت خود را صرف تئاتر کرد و به یک «معتاد واقعی فیلم» تبدیل شد. در همین زمان بود که به خاطر یک رابطهٔ عاشقانه، رابطهٔ او با پدرش به سردی گرایید که تا سال‌ها ادامه داشت. با وجود این که برگمان فارغ‌التحصیل نشد، اما چند نمایشنامه (و یک اپرا) نوشت و به عنوان دستیار کارگردان مشغول شد. در سال ۱۹۴۲ به برگمان اجازه داده شد تا نمایشنامهٔ خود را کارگردانی کند. برگمان در طول زندگی خود ۵ بار ازدواج کرد که چهارتای آن به طلاق انجامید. آخرین همسر او، اینگرید ون روزن، در سال ۱۹۹۵ فوت کرد. برگمان طولانی‌ترین رابطه را با او داشته‌است و هیچ‌وقت از او طلاق نگرفت. برگمان ۹ فرزند دارد که تعدادی از آن‌ها مانند او کارگردان هستند. برای تولد ۶۰ سالگی برگمان (۱۹۷۸) و به اصرار همسرش، انگرید، او برای اولین بار تمام فرزندانش را در یک مکان جمع کرد. بسیاری از آن‌ها حتی همدیگر را نیز تا به حال ملاقات نکرده بودند. برگمان از گفتگوی سر میز شام به دور بود، اما هنگام تماشای فیلم و در سینما می‌توانست راحت‌تر با آن‌ها صحبت کند. برای کسی که موضوع اکثر فیلم‌هایش جدی و فلسفی بود، شاید شنیدن این که او به فیلم‌های امروزی و پوپولیست علاقه‌مند بود کمی تعجب‌برانگیز باشد. او در کنار فیلم‌های فلینی و تارکوفسکی، به تماشای فیلم‌ها و سریال‌های امروزی مانند سکس و سیتی می‌نشست. برگمان در اواخر زندگی خود کمتر فیلم‌های خود را نگاه می‌کرد زیرا اعتقاد داشت که با دیدن آن‌ها افسرده می‌شود.

### اتهام فرار از پرداخت مالیات
برگمان در ۳۰ ژانویه سال ۱۹۷۶ هنگام تمرین تئاتر به علت فرار از پرداخت مالیات بازداشت شد. با این که چند ماه بعد تبرئه شد، اما این اتفاق او را به شدت افسرده کرد و پس از چند روز بستری بودن در بیمارستان او کشور خود را ترک به مدت چند سال خارج از کشور خود زندگی کرد. ترس از دولت سوئد باعث شد تا برگمان پروژه‌های خود را تعطیل کند و تصمیم بگیرد تا کارگردانی فیلم را کنار بگذارد. بنیاد فیلم سوئد ضرر وارد شده را حدود ۱۰ میلیون کرون و صدها شغل از دست رفته تخمین زد. برگمان در سال ۱۹۷۸ به سوئد سفر کرد تا تولد ۶۰ سالگی خود را جشن بگیرد. او تا سال ۱۹۸۴ در مونیخ ماند. او در مصاحبه‌ای که در سال ۲۰۰۵ انجام داد گفت که با وجود فعال بودن در طول تبعید خود خواسته‌اش، به‌طور مؤثری ۸ سال از زندگی حرفه‌ایش را از دست داد.

### مرگ
برگمان یک سال قبل از مرگش تحت عمل تعویض مفصل ران قرار گرفت و از آن زمان تا آخر عمرش به‌طور کامل بهبود نیافت. این کارگردان سوئدی که به عنوان یکی از تأثیرگذارترین و تحسین برانگیزترین فیلمسازان سینمای مدرن شناخته می‌شود، روز دوشنبه ۳۰ ژوئیه ۲۰۰۷ در خانه‌اش — در جزیرهٔ فُرِه — هنگامی که خواب بود در سن ۸۹ سالگی درگذشت. میکل‌آنجلو آنتونیونی، کارگردان ایتالیایی نیز در همین روز درگذشت.

## دوران فیلم‌سازی
برگمان کار خود را در سال ۱۹۴۱ و با بازنویسی فیلمنامه شروع کرد، اما اولین کار مهم‌اش را با نوشتن فیلمنامهٔ عذاب (۱۹۴۴) آغاز کرد که در براساس داستانی است که برگمان در رابطه با سال آخر مدرسه نوشته‌است. او همچنین دستیار کارگردان این فیلم نیز بود. اولین فیلم مهمی که برگمان فیلمنامهٔ آن را نوشت و کارگردانی کرد زندان نام دارد که در سال ۱۹۴۹ ساخته شد و ششمین فیلم برگمان است. این فیلم که در ۱۸ روز ساخته شد، در رابطه با تن‌فروشی است که خودکشی کرده‌است و با این که با استقبال منتقدان روبه‌رو نشد، اما زمانی یکی از فیلم‌های مورد علاقه او بود.

او پس آن در طی ۱۰ سال حدود ۱۲ فیلم را — از جمله تابستان با مونیکا — کارگردانی کرد. برگمان اولین بار با فیلم لبخندهای یک شب تابستانی و کسب جایزهٔ «بهترین اثر طنز شاعرانه» توانست خود را به جهانیان اثبات کند. موفقیت‌های برگمان با مهر هفتم و توت‌فرنگی‌های وحشی همچنان ادامه داشت. این دو فیلم که با فاصلهٔ ده ماه از هم ساخته شده‌اند، حتی بیشتر از فیلم‌های پیشین برگمان مورد استقبال منتقدان قرار گرفتند (مهر هفتم موفق به دریافت جایزهٔ «هیئت داوران» از کن شد و توت‌فرنگی‌های وحشی جایزهٔ خرس طلایی را از برلیناله دریافت کرد). او نمایشنامهٔ مهر هفتم را بین سال‌های ۱۹۵۳ تا ۱۹۵۴ نوشت و اولین بار برای تئاتر نوشته بود. برگمان این فیلم را با بودجهٔ محدود (۱۵۰ هزار دلار) و در ۳۵ روز ساخت.

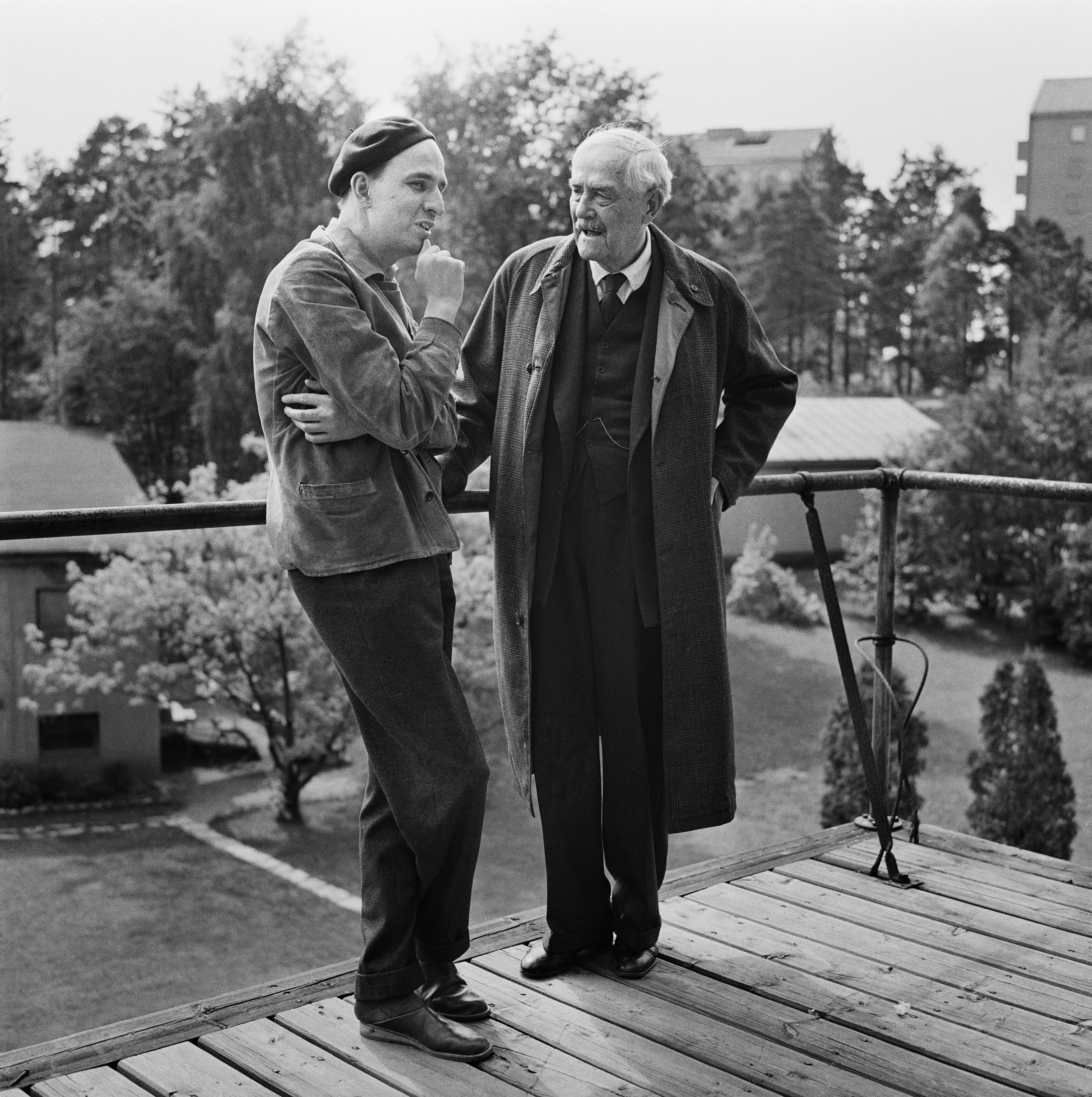
اینگمار برگمان و ویکتور شوستروم در فیلم توت‌فرنگی‌های وحشی (۱۹۵۷)

ایدهٔ ساخت توت‌فرنگی‌های وحشی زمانی به ذهن برگمان رسید که به خانهٔ مادربزرگش رفته بود. در همین لحظه بود که ایده‌ای به ذهن برگمان خطور کرد: ساختن فیلمی در رابطه با فردی که دری را باز می‌کند و به دوران کودکی خود برود. سپس در دیگری را باز کند و به واقعیت برگردد. این ایدهٔ اولیه فیلم بود. نقش اول این فیلم را ویکتور شوستروم به عهده گرفت که از فیلم‌سازان مورد علاقهٔ برگمان بود. در یکی از مصاحبه‌های او — که در کتاب برگمان در مورد برگمان (Bergman on Bergman) جمع‌آوری شده‌است — برگمان گفته‌است که ایدهٔ استفاده از شوستروم از مراحل اولیه ساخت فیلم به ذهنش خطور کرده بود، اما در کتاب تصاویر: زندگی من در فیلم (Images: My Life in Film) او نوشته‌است که این پیشنهاد را اولین بار تهیه‌کنندهٔ فیلم به او داد. او به شوستروم گفت تنها کاری که باید بکند این است که زیر درخت بنشیند، توت‌فرنگی وحشی بخورد و به گذشته‌اش فکر کند. با این حال برخی اوقات هنگام فیلم‌برداری شوستروم ۷۹ ساله با مشکل مواجه می‌شد. او اوایل کار دیالوگ‌های خود را فراموش می‌کرد و عصبانی می‌شد. با این حال توت‌فرنگی‌های وحشی ساخته شد تا برگمان بیشتر از قبل شناخته شود.
اوایل ۱۹۶۰ بود که برگمان سه فیلم همچون در یک آینه (۱۹۶۱)، نور زمستانی (۱۹۶۲) و سکوت (۱۹۶۳) را ساخت. موضوع این سه فیلم در رابطه با خدا و مذهب است. به دلیل شباهتی که بین این سه فیلم وجود دارد، منتقدان آن‌ها را یک سه‌گانه می‌نامند. برگمان گفته‌است که قصد ساخت یک سه‌گانه را نداشته‌است؛ اما بعدها خود او نیز به شکلی این سه فیلم را یک سه‌گانه خواند. همچون در یک آینه اولین فیلمی بود که در جزیرهٔ فارو فیلمبرداری شد. اولین بار سون نیکویست بود که جزیرهٔ فارو را برای فیلمبرداری به برگمان پیشنهاد داد.
پس از این اکثر کارهای برگمان در همین جزیره ساخته شدند. برگمان تصمیم داشت تا همچون در یک آینه را در یک جزیرهٔ دیگر فیلمبرداری کند و تا به حال به فارو نرفته بود، اما پس از رفتن به فارو زندگی او عوض شد. برگمان شش فیلم، دو مستند و یک سری تلویزیونی را در این جزیره ساخت. پس از این او تا جایی که می‌توانست به فارو می‌رفت. سرانجام در سال ۲۰۰۳ برگمان خانهٔ خود را (در استکهلم) فروخت و به فارو نقل‌مکان کرد. پس از این سه‌گانه، برگمان کمتر به مسائل اعتقادی و مرگ پرداخت. این اتفاق زمانی رخ داد که او در بیمارستان بستری بود. هنگامی که او هوشیاری خودش را به دست آورد، دریافت که دیگر از مرگ نمی‌ترسد و این سؤال ناپدید شده بود. پس از این، فیلم‌های او نوعی از انسانیت را نشان می‌دهد که در آن تنها امید برای رستگاری، عشق است.

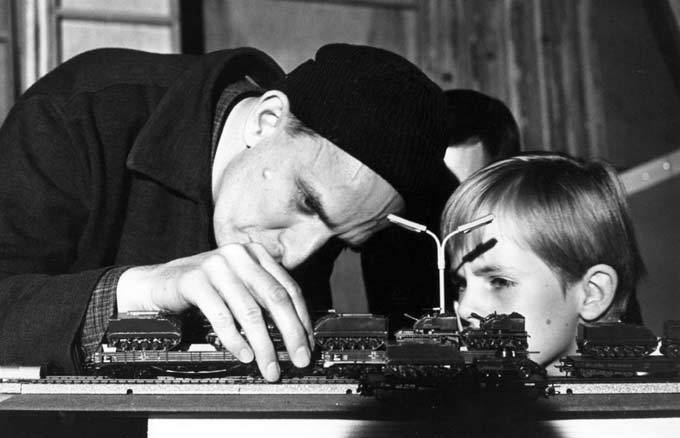
پشت صحنهٔ فیلم سکوت (۱۹۶۳)

فیلم پرآوازهٔ دیگری که برگمان ساخت پرسونا (۱۹۶۶) نام دارد که به عقیدهٔ خودش یکی از بهترین فیلم‌های او بود. در حالی که این اثر یک فیلم تجربی بود، اما به عقیدهٔ بسیاری یکی از بهترین کارهای برگمان است (راجر ایبرت به این فیلم امتیاز ۴ از ۴ را داد). به گفتهٔ برگمان، پرسونا (و فریادها و نجواها) زندگی او را نجات داد، چرا که او برای اولین بار بدون توجه به نتیجهٔ نهایی (موفق بودن در فروش) این دو فیلم را ساخت. او با ساختن این دو اثر توانست به رازهای غیرقابل بیانی دست پیدا کند که تنها از طریق سینما امکان‌پذیر بود. پس از دور شدن از موضوعات مذهبی، برگمان با ساخت شرم (۱۹۶۸) به پیامدهای جنگ و اثرات آن بر روی انسان‌ها پرداخت. نام فیلم قرار بود «جنگ» باشد که بعد از تمام شدن فیلم به «شرم» تغییر پیدا کرد.
فیلم‌های معروف او که در دههٔ ۷۰ ساخته شدند فریادها و نجواها (۱۹۷۳)، تماس (۱۹۷۱) و سونات پاییزی (۱۹۷۸) نام دارند. او سونات پاییزی را پس از تبعید خودخواسته‌اش و خروج از سوئد ساخت. برای تأمین مالی فریادها و نجواها، سون نیکویست و بازیگران اصلی فیلم از حقوق خود صرف نظر کردند تا برگمان با کمبود بودجه مواجه نشود. در کنار فیلم، او یک سری ۶ قسمتی به نام صحنه‌هایی از یک ازدواج (۱۹۷۴) — با بازی لیو اولمان و ارلاند یوزفسن — برای تلویزیون نیز کارگردانی کرد.
برگمان در سال ۱۹۸۲ به سوئد بازگشت تا فانی و الکساندر را کارگردانی کند. این اثر قرار بود آخرین فیلم او باشد تا برگمان بتواند پس از آن روی تئاتر تمرکز کند. او در این رابطه گفته‌است: «ساخت فنی و الکساندر اینقدر لذت‌بخش بود که فکر کردم دیگر این احساس دیگر هیچ‌وقت برنمی‌گردد. وقتی که سال‌ها قبل در دانشگاه بودم، همهٔ ما عاشق دختر زیبایی بودیم؛ اما او به ما علاقه‌ای نشان نمی‌داد و نمی‌توانستیم درکش کنیم. او قبل از این با یک شاهزاده مصری رابطه داشت و به عقیدهٔ او بعد از این تمام رابطه‌های او به شکست تبدیل می‌شد. برای همین او تمام پیشنهادها را رد کرد دوست دارم همین را بگویم. زمان ساخت فنی و الکساندر اینقدر شگفت‌انگیز بود که تصمیم گرفتم [کارم را] متوقف کنم. من شاهزادهٔ مصری خودم را داشتم». فنی و الکساندر با تحسین مردم و منتقدان روبه‌رو شد. آخرین فیلم برگمان ساراباند (۲۰۰۳) نام دارد که برای تلویزیون ساخته شد. او این فیلم را در سن ۸۴ سالگی کارگردانی کرد. اگرچه او در دنیا به‌دلیل فیلم‌هایش شناخته‌شده، اما برگمان به تئاتر بیشتر توجه داشت و در طول دوران حرفه‌ای خود تئاترهای زیادی را اجرا کرد. بسیاری از فیلم‌های او نیز بر روی تئاتر به اجرا درآمدند؛ فیلم‌هایی مانند مهر هفتم، صحنه‌هایی از یک ازدواج. به همین دلیل فیلم‌های او تا حد زیادی شبیه به تئاتر هستند و معمولاً روی چند شخصیت محدود تمرکز دارند.

### گروه رپرتوار و تأمین مالی
برگمان به مرور زمان یک گروه رپرتوار از بازیگران سوئدی ایجاد کرد که در فیلم‌های او ایفای نقش کردند. بازیگرانی چون هریت اندرسون، بیبی آندرسون، لیو اولمان، گونار بیورنستراند، اینگرید تولین و مکس فون سیدو حداقل در پنج فیلم برگمان حضور یافتند. در بین این بازیگران لیو اولمان که با بازی در ۹ فیلم و یک فیلم تلویزیونی (ساراباند) برگمان در بالاترین رده قرار دارد، آخرین فردی بود که به این گروه پیوست. با گذشت زمان، لیو و برگمان به هم دو دوست صمیمی تبدیل شدند و حتی مدتی با یکدیگر رابطه داشتند. این رابطه تا چهار سال ادامه داشت. این دو در سال ۱۹۶۶ صاحب فرزندی شدند به نام لین اولمان.
برگمان از سال ۱۹۵۳ همکاری خود را با سون نیکویست آغاز کرد که تا مرگ او ادامه داشت. در روز فیلمبرداری، برگمان با نیکویست به‌طور مختصر در رابطه با هدفی که در ذهن خود داشت حرف می‌زد و ادامهٔ کار را به نیکویست می‌سپرد. نیکویست یکی از فیلمبردارهای خوب زمان خودش بود و به همین دلیل اکثر اوقات سرش شلوغ بود، اما همیشه آماده همکاری با برگمان بود. به‌طور معمول او و برگمان از یک سال قبل از شروع فیلمبرداری در رابطه با فیلم حرف می‌زدند، سپس برگمان به جزیرهٔ فارو می‌رفت تا فیلمنامه رو بنویسد و بعد از آن فیلمبرداری را شروع می‌کردند. به گفتهٔ برگمان، او هیچ‌وقت مشکلی با تأمین بودجه نداشته‌است که دو دلیل دارد: یک، او هیچ‌وقت در آمریکا زندگی نکرد (که بیش از حد به فروش گیشه توجه می‌کند)؛ و دو، فیلم‌های او پرخرج نبودند. به عنوان مثال، فریادها و نجواها با بودجهٔ ۴۵۰ هزار دلاری ساخته شد و سری تلویزیونی ۶ قسمتی صحنه‌هایی از یک ازدواج تنها ۲۰۰ هزار دلار خرج برداشت.

### تکنیک

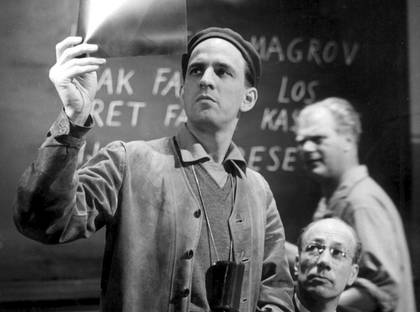
در سال ۱۹۵۷

برگمان اکثر فیلمنامهٔ فیلم‌هایش را خودش می‌نوشت؛ او قبل از نوشتن ماه‌ها و حتی سال‌ها به یک موضوع فکر می‌کرد. کارهای اولیهٔ او معمولاً براساس نمایش‌نامه‌های خود او یا حاصل همکاری با دیگر نویسندگان بود. برگمان در کارهای آخرش به بازیگران اجازه می‌داد تا کمی نقش‌شان را متفاوت‌تر از چیزی که برگمان در ذهن داشت بازی کنند، چرا که — به گفتهٔ او — هنگامی که به آن‌ها اجازهٔ این کار را نمی‌داد نتیجهٔ کار یک «فاجعه» می‌شد. برگمان در کارهای آخر خود تنها حس و هدفی که می‌خواست به بیننده انتقال کند را با بازیگرانش در میان می‌گذاشت و اجازه می‌داد که اکثر دیالوگ‌ها را خودشان انتخاب کنند. هنگام مرور صحنه‌های ضبط شده، او تنها به این فکر می‌کرد که آیا کاری که انجام شده کافی است یا باید دوباره انجام شود؛ نه به خوب یا بد بودن کار. برگمان در دوران جوانی نسبت به بازیگران و دست‌اندرکاران خشک (به گفتهٔ خودش ظالم) بود: «فکر می‌کنم آدم جوان زمختی بودم. اگر امروز اینگمار جوان را ملاقات می‌کردم به او می‌گفتم «تو آدم بااستعدادی هستی و ببینم برایت چه کاری می‌توانم انجام دهم، ولی فکر نمی‌کنم کار دیگری با تو داشته باشم». نمی‌گویم که در حال حاضر آدم باصفایی هستم، ولی فکر می‌کنم از ۵۰ سالگی به این‌ور به آرامی تغییر کرده‌ام — حداقل امیدوارم تغییر کرده باشم».

## تأثیر بر دیگران
برگمان تا قبل از آن که خود را بازنشسته کند ۶۲ فیلم ساخت و بیش از ۱۷۰ نمایش را کارگردانی کرد. او بیشترین تأثیر را بر وودی آلن گذاشت، به گونه‌ای که آلن او را بزرگ‌ترین فیلمساز می‌داند. فیلمسازان بزرگ دیگری مثل دیوید لینچ، استنلی کوبریک، رابرت آلتمن، کریشتوف کیشلوفسکی، لارس فون تریه و آندری تارکوفسکی از او به عنوان کسی که بر کارهایشان تأثیر گذاشته یاد کرده‌اند. او تأثیر زیادی بر فرهنگ و مردم سوئد گذاشت. زمانی خیابان‌های سوئد خلوت می‌شد، چرا که بسیاری از مردم پای تلویزیون می‌نشستند تا صحنه‌هایی از یک ازدواج را تماشا کنند. این فیلم چند قسمتی توانست درصد طلاق در سوئد را بالا ببرد؛ چرا که با دیدن این فیلم بود که بسیاری از زوج‌ها جرئت کردند حرف‌هایشان را به همدیگر بزنند. به دلیل تلاش‌های بی‌شمار برگمان در صنعت فیلم‌سازی، از اکتبر سال ۲۰۱۵ چهرهٔ برگمان روی اسکناس ۲۰۰ کرون سوئد قرار خواهد گرفت. افراد زیر از برگمان الهام گرفته‌اند:
- گی‌یرمو دل تورو: «برگمان به عنوان یک افسانه‌نویس مورد علاقهٔ من مسحورکننده است.»[۵۲]
- اریک رومر: «مهر هفتم زیباترین فیلم است.»[۵۳]
- فردریک راین‌فلت (نخست‌وزیر سوئد): «من باور دارم درک کمکی که برگمان به سینما و تئاتر سوئد کرده کار سختی است. کارهای او جاودانه است.»[۴]
- برتران تاورنیه: «برگمان اولین کسی بود که متافیزیک — دین، مرگ، اگزیستانسیالیسم — را روی پرده آورد.»[۱۱]
- نوری بیلگه جیلان: «برگمان برای من معنای زیادی دارد.»[۵۴]
- فرانسیس فورد کوپولا[۵۴]
- مارتین اسکورسیزی[۵۴]
- الخاندرو گونسالس اینیاریتو[۵۴]
- آکیرا کوروساوا[۵۴]
- وس اندرسن[۵۴]
- اتوره اسکولا[۵۴]
- فدریکو فلینی[۵۴]
- وس کریون[۵۴]
- ریدلی اسکات[۵۴]
- پارک چان-ووک[۵۴]
- کلر دنیس[۵۴]
- تاکشی کیتانو[۵۴]
- سرگئی پاراجانف[۵۴]
- میشائل هانکه[۵۴]
- میا هانسن-لووه [۵۵]

## در فرهنگ عامه
در طول سال‌ها نقیضه‌هایی زیادی در رابطه با فیلم‌های برگمان ساخته شده‌است که مهر هفتم یکی از معروف‌ترینشان است. موضوع «دور زدن مرگ» و «شطرنج بازی کردن با مرگ» از زمان‌های قدیم به تصویر کشیده شده‌اند. در بسیاری از فیلم‌های وودی آلن به کارهای برگمان اشاره شده‌است. به عنوان مثال، در آنی هال وقتی آنی و آلوی در خیابان در حال صحبت کردن هستند، پوستر فیلم چهره به چهره به چشم می‌خورد. این اشارات محدود به فیلم‌های جدی برگمان نمی‌شود؛ پایان فیلم عشق و مرگ (رقص با مرگ) نیز یادآور مهر هفتم است. پس از این فیلم در پخش زنده شنبه شب (فصل اول، قسمت ۲۳) کلیپ کمدی کوتاهی (با نام «فیلم سوئدی» در رابطه با همین موضوع نمایش داده شد. همچنین، در فیلم معنای زندگی از مانتی پایتان سکانسی وجود دارد که فرشتهٔ مرگ تعدادی شخصیت را در یک خانه ملاقات می‌کند. باید این نکته را ذکر کرد که این نوع از اشاره‌ها محدود به مهر هفتم نمی‌شود. در سری ماپت‌ها قسمتی به نام «توت‌فرنگی‌های ساکت» وجود دارد که یادآور توت‌فرنگی‌های وحشی است.

## شخصیت و سبک فیلم‌سازی
برگمان از راه‌های زیادی برای ایده گرفتن استفاده می‌کرد. بعضی مواقع او از رویاهای خود ایده می‌گرفت. ایدهٔ پرسونا زمانی به ذهن برگمان رسید که دو زن را مشاهده کرد که دست‌های خود را با هم مقایسه می‌کردند: «من با خودم فکر کردم که یکی از آن‌ها ساکت می‌ماند و دیگری صحبت می‌کند». در ملاقاتی دیگر در بیمارستان، ایدهٔ ساخت فیلم سکوت به ذهن او رسید. او هنگامی که از پنجره به بیرون نگاه می‌کرد متوجه مرد فلج و چاقی شد که در پارک و بر روی صندلی زیر درخت نشسته بود. همان‌طور که برگمان نگاه می‌کرد، چهار پرستار به سمت مرد آمدند، او را از روی صندلی بلند کردند و به بیمارستان بردند. تصویر برده شدن مانند یک مانکن در ذهن برگمان باقی ماند. او همچنین از موسیقی و کتاب نیز الهام می‌گرفت. به گفتهٔ او، هر یک از این اتفاق‌ها او را به یاد خاطره‌ای در گذشته می‌انداخت. او در طول عمر خود همیشه به دوران کودکی‌اش فکر می‌کرد: «فکر می‌کنم برای بیشتر هنرمندان نیز همین‌طور باشد. بعضی مواقع در شب و وقتی بین خواب و بیداری هستم می‌توانم از دری به دوران کودکی خود بروم و تمام چیزها همان‌طوری باشد که قبلاً بوده‌است — با نورها، بوها و مردم…. آن خیابان آرامی که مادربزرگم در آن زندگی می‌کرد را به یاد دارم، پرخاشگری ناگهانی دنیای آدم بزرگ‌ها، وحشت از ناشناخته‌ها و ترس از تنش بین پدر و مادرم».

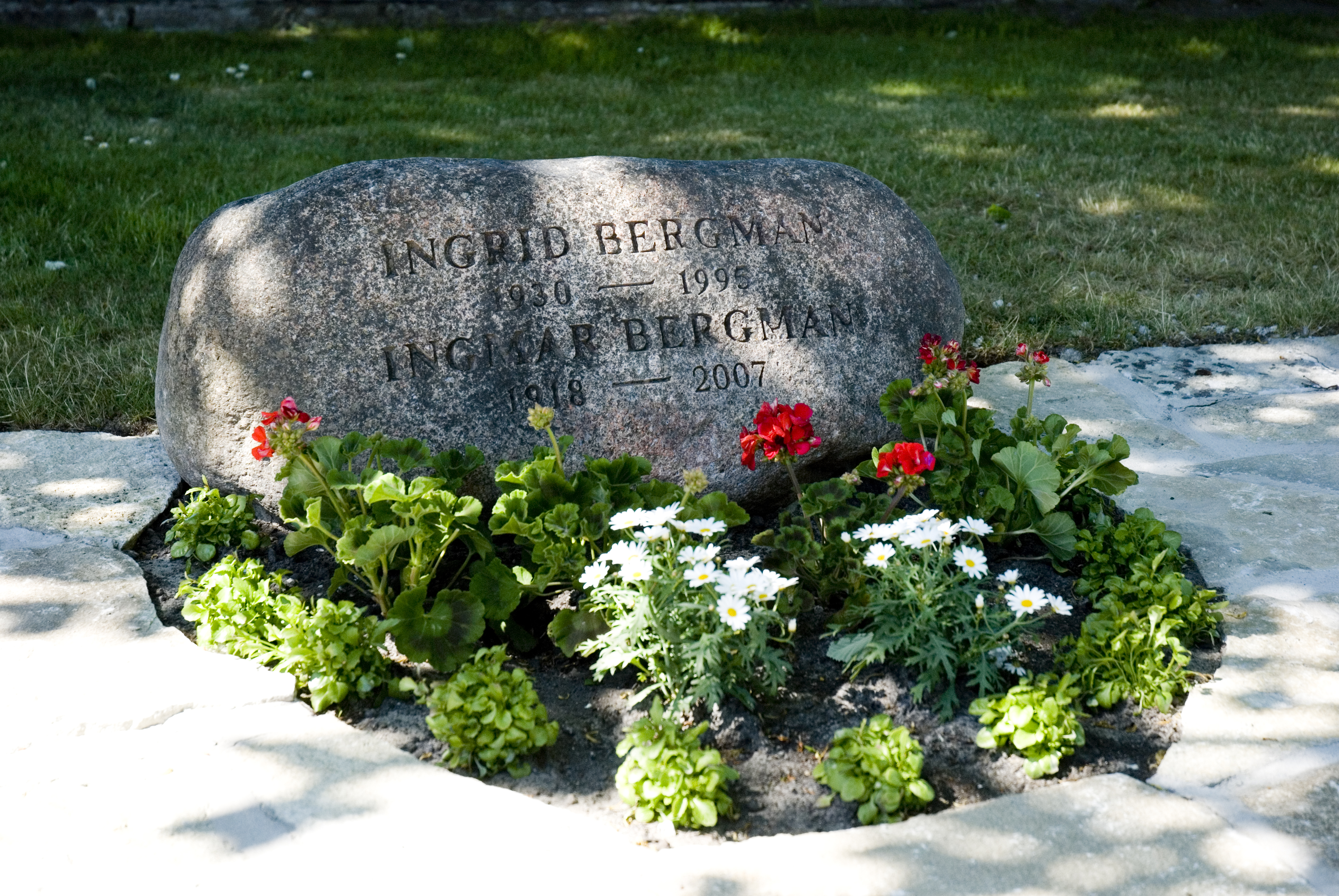
قبر اینگمار برگمان و همسر آخرش اینگرید (۲۰۰۸)

او از خاطرات خود در فیلم‌ها استفاده می‌کرد، مانند صحنه‌هایی از یک ازدواج، سونات پاییزی و چهره‌به‌چهره. او با این که از سیاست دوری می‌کرد، دو فیلم با موضوع جنگ و سیاست ساخت (تخم مار و شرم). فیلم اول در رابطه با نازی است. او ساختن فیلم دوم را با این سؤال شروع کرد: «اگر زمان نازی‌ها سوئد اشغال می‌شد و من مسئولیتی داشتم چگونه رفتار می‌کردم؟». آن‌طور که برگمان می‌گوید، بیشتر فیلم‌های او از یک اتفاق کوچک یا خاطره‌ای در گذشته «مانند یک گلوله برف» بزرگ شده‌اند و ساختن آن‌ها برای او حالتی درمانی دارد. به‌طور مثال، او با ساختن مهر هفتم بر ترس از مرگ خود غلبه کرد، با توت‌فرنگی‌های وحشی به سراغ دوران پیری رفت و به کنار آمدن با وجود داشتن پرداخت و با فانی و الکساندر با کودکی خود کنار آمد. برگمان گفته‌است اگر همیشه کار نمی‌کرد تبدیل به یک دیوانه می‌شد.
موضوع بیشتر فیلم‌های برگمان در رابطه با بیماری (سونات پاییزی، فریادها و نجواها) و سکوت خدا (مهر هفتم، همچون در یک آینه) است. به‌طور کلی فیلم‌ها و تصاویر او در دو دسته قرار می‌گیرند: فیلم‌های سیاه و سفید مانند مهر هفتم و سکوت و فیلم‌هایی که رنگ‌های معدودی بیشتر از بقیه به چشم می‌خورند؛ مانند رنگ قرمز در فریادها و نجواها. یکی از امضاهای برگمان که در اکثر فیلم‌های او دیده می‌شود نماهای بسته و نزدیک است که برای شناخت شخصیت‌ها به کار می‌رود. برگمان یکی از معدود کارگردانان معروفیست که در فیلم‌هایش به جنس زن پرداخته‌است و آن‌ها را برخلاف فیلم‌های رایج به تصویر می‌کشد. زن‌ها در فیلم‌های برگمان آدم‌هایی صبور خشک و بی‌روح ولی به شدت شکننده و گاهی دچار بحران درونی هستند. این موضوع در بسیاری از فیلم‌های برگمان به چشم می‌خورد. او معمولاً در فیلم‌هایش به دغدغه‌های زنان می‌پردازد. او در پرسونا رابطهٔ پیچیده دو زن را به تصویر می‌کشد، در سونات پاییزی به بی‌مهری‌های یک مادر نسبت به دخترش می‌پردازد و در همچون در یک آینه و فریادها و نجواها مشکلات یک زن بیمار را بازگو می‌کند.
در مهر هفتم شخصیت اصلی فیلم به دیگران کمک می‌کند و پدر الکساندر در فانی و الکساندر به عنوان یک پدر مهربان و دلسوز نشان داده می‌شود. به دلیل علاقه برگمان به مسائل دینی، مردها در فیلم‌های اول برگمان بیشتر درگیر اعتقادات و سؤال‌های شخصی خود هستند. او در فیلم‌های بعدی او کم‌کم از این موضوع فاصله می‌گیرد و به مرد به عنوان یک پدر نگاه می‌کند. برگمان در فیلم‌های آخر خود مانند فانی و الکساندر و ساراباند با رجوع به خاطرات گذشته خود و رابطهٔ پرتنشش با پدرش و همچنین پسر خود شخصیت‌های پدر این دو فیلم را می‌سازد. در فانی و الکساندر، ناپدری الکساندر تا حد زیادی شبیه به پدر خود برگمان است (خشک بودن و تنبیه‌های او) و در ساراباند پدربزرگ کارین شبیه به برگمان است و یادآور رابطهٔ نه چندان صمیمی‌اش با پسرش است.

## گزیده فیلم‌ها
* بحران (۱۹۴۶)
- بر عشق ما می‌بارد (۱۹۴۶)
- زندان (۱۹۴۹)
- رازهای زنان (۱۹۵۳)
- تابستان با مونیکا (۱۹۵۳)
- خاک‌اره و پولک (۱۹۵۳)
- درسی در عشق (۱۹۵۴)
- لبخندهای یک شب تابستانی (۱۹۵۵)
- مهر هفتم (۱۹۵۷)
- توت‌فرنگی‌های وحشی (۱۹۵۷)
- چهره (۱۹۵۸)
- چشمه باکره (۱۹۶۰)
- همچون در یک آینه (۱۹۶۱)
- نور زمستانی (۱۹۶۲)
- سکوت (۱۹۶۳)
- پرسونا (۱۹۶۶)
- شرم (۱۹۶۸)
- تماس (۱۹۷۱)
- فریادها و نجواها (۱۹۷۳)
- صحنه‌هایی از یک ازدواج (۱۹۷۴)
- فلوت سحرآمیز (۱۹۷۵)
- چهره‌به‌چهره (۱۹۷۶)
- تخم مار (۱۹۷۷)
- سونات پاییزی (۱۹۷۸)
- فانی و الکساندر (۱۹۸۰)
- پس از تمرین (۱۹۸۰)
- ساراباند (۲۰۰۳)

## جوایز
برگمان ۹ بار نامزد دریافت جایزهٔ اسکار بود و در ۱۹۷۱ مفتخر به دریافت جایزهٔ یک عمر دستاورد هنری یادبود ایروینگ جی. تالبرگ شد.

### اسکار
- برنده جایزهٔ بهترین فیلم خارجی برای چشمه باکره (۱۹۶۰)
- برنده جایزهٔ بهترین فیلم خارجی برای هم‌چون در یک آینه (۱۹۶۱)
- برنده جایزهٔ بهترین فیلم خارجی برای فانی و الکساندر (۱۹۸۳)

### برلیناله
- برنده جایزهٔ خرس طلایی بهترین فیلم برای توت‌فرنگی‌های وحشی (۱۹۵۷)
- برنده جایزهٔ اوسی‌آی‌سی برای همچون در یک آینه (۱۹۶۱)

### سزار
- برنده جایزهٔ بهترین فیلم خارجی برای فانی و الکساندر (۱۹۸۴)

### کن
- برنده جایزهٔ بهترین اثر طنز شاعرانه برای لبخندهای یک شب تابستانی (۱۹۵۵)
- برنده جایزهٔ هیئت داوران برای مهر هفتم (۱۹۵۷)
- برنده جایزهٔ بهترین کارگردان برای چهره (۱۹۵۸)
- برنده جایزهٔ بهترین تکنیک برای فریادها و نجواها (۱۹۷۲)
- برنده جایزهٔ نخل نخل‌ها، سال ۱۹۷۷
- برنده جایزهٔ هیئت داوران همگانی، سال ۱۹۹۸

### گلدن گلوب
- برنده جایزهٔ بهترین فیلم خارجی برای توت‌فرنگی‌های وجشی (۱۹۶۰)
- برنده جایزهٔ بهترین فیلم خارجی برای چشمه باکره (۱۹۶۱)
- برنده جایزهٔ بهترین فیلم خارجی برای همچین در یک آینه (۱۹۶۲)
- برنده جایزهٔ بهترین فیلم خارجی برای صحنه‌هایی از یک ازدواج (۱۹۷۵)
- برنده جایزهٔ بهترین فیلم خارجی برای چهره به چهره (۱۹۷۶)
- برنده جایزهٔ بهترین فیلم خارجی برای سونات پاییزی (۱۹۷۸)
- برنده جایزهٔ بهترین فیلم خارجی برای فانی و الکساندر (۱۹۸۴)

### گلدبگ
- برنده جایزهٔ بهترین فیلم برای سکوت (۱۹۶۳)
- برنده جایزهٔ بهترین کارگردان برای سکوت (۱۹۶۳)
- برنده جایزهٔ بهترین فیلم برای پرسونا (۱۹۶۶)
- برنده جایزهٔ بهترین فیلم برای فریادها و نجواها (۱۹۷۲)
- برنده جایزهٔ بهترین فیلم برای فانی و الکساندر (۱۹۸۲)
- برنده جایزهٔ بهترین کارگردان برای فانی و الکساندر (۱۹۸۲)
- برنده جایزهٔ بهترین فیلمنامه برای بهترین نیات (۱۹۹۲)